# Ариведерчи (песня)
«Ариведе́рчи» (от итал. arrivederci — «до свидания»; в некоторых источниках используется «Аривиде́рчи» или обе вариации сразу; также «Воро́ны-москви́чки») — песня российской певицы, музыканта и поэтессы Земфиры. Вторая, после «СПИД», песня артистки, вышедшая на радио в феврале 1999 года, позднее вошедшая в её дебютный студийный альбом «Земфира». «Ариведерчи» занимает 27-ю позицию в списке 100 лучших песен русского рока XX века. Видеоклип на песню был снят совместно с Константином Эрнстом, Леонидом Бурлаковым и Александром Солохой.

## История

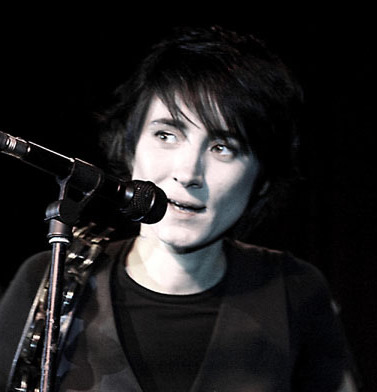
Земфира в 2008 году

По легенде Земфира написала «Ариведерчи» во время перелёта из Москвы, в которую она тогда временно приезжала, в родной город — Уфу, где хотела закончить личные дела. Надо было уволиться с места работы, попрощаться с близкими и организовать переезд. Сам текст будущего хита был написан прямо в аэропорту. В самолёте же были придуманы строки про «корабли в моей гавани», однако Земфира весь полёт боялась забыть текст из-за отсутствия диктофона.
Сама певица в интервью журналу «Yes!» подтверждает тот факт, что песня связана с переездом в Москву, но не уточняет, как именно. По её словам, текст был «сразу написан полностью», и «всё, что осталось — только зафиксировать». Свою первую версию «Ариведерчи» певица записала в 1998 году на студии радиостанции «Европа Плюс Уфа», где она работала до и после первой поездки в Москву. Как говорит исполнительница, композиция получилась «ещё лучше, чем хотели», хотя сама она относится к ней прохладно. Во время исполнения «Ариведерчи» в передаче от НТВ «Антропология» в 1999 году Земфира называла её «песней для утончённых москвичей, точнее москвичек». За несколько месяцев до выхода дебютного альбома Земфиры, ещё в феврале 1999 года, песня была выпущена на радио.
Подбор треков для дебютного альбома «Земфира» проходил довольно нервно. Бурлаков негативно отреагировал на композицию «Синоптик» и был против её появления на пластинке, а Земфира была против «Ариведерчи». В итоге обе композиции были включены в альбом. 8 мая прошла презентация альбома, а 10 мая он стал доступен для продажи.

## Тематика и текст песни
«Ариведерчи» напрямую связана с переездом Земфиры из Уфы в столицу России и является личным прощанием с малой родиной. В первое утро лирического героя, то есть автора текста, встретили «воpоны-москвички». Время и местонахождение лирического героя рок-певицы совпадает с местонахождением самой Земфиры. Строкой припева «Корабли в моей гавани жечь» Земфира подчёркивает своё желание осесть на новом месте, «сжигая корабли», на которых могла бы вернуться домой. Но в следующем куплете героиню кто-то «поджёг» («кто-то спутал и поджёг меня»), решив оставить её в прошлом, как она подожгла свои «корабли». После чего героиня отправилась за билетами в обратную сторону, на малую родину (англицизм в строке «Обpатный change на билет» с «отвлечённым значением»). В строке «Отрастить бы до самых плеч» есть недосказанность (скорее всего, имеется в виду «Отрастить бы волосы до самых плеч»).

## Музыкальный видеоклип

Кадр из клипа «Ариведерчи». Стены, перед которыми находится Земфира, повторяет фон обложки одноимённого альбома.
Певица одета в чёрный сюртук, «джинсы с отворотами» и туфли «киттен-хиллс», а её лицо замазано

### Съёмки
Незадолго до первого приезда Земфиры в Москву, о ней узнал генеральный директор «Первого канала» (тогда ещё «ОРТ») — Константин Львович Эрнст. Именно с его помощью был снят клип «Ариведерчи». В создании музыкального видео также участвовал продюсер тогда ещё записывающегося альбома «Земфира» — Леонид Владимирович Бурлаков, а его режиссёром выступил Александр Солоха (в некоторых источниках также Виктор Солоха).
Изначально выпуск альбома «Земфира» планировался на 24 апреля 1999 года, но был отложен именно из-за съёмок клипа «Ариведерчи». Он был снят в здании «Останкино»: в кабинете генерального директора Земфира, Солоха, Эрнст и Бурлаков раздумывали над тем, каким именно будет клип. В монтаже музыкального видео певица, по её словам, участия не принимала. Саму Земфиру клип ввёл в недоумение, в интервью для «Нашего Радио» она назвала его «странным»: начиная от халата, надетого на неё и заканчивая архивными вставками.
В итоге с 27 апреля клип начал транслироваться по ТВ, в том числе, по «MTV Россия». «Ариведерчи» стал также и первым клипом певицы (в марте 1999 года в Чехии был записан клип на другую песню Земфиры — «СПИД», но в телеэфир ни разу не пускался).

### Лицо Земфиры
До выхода дебютного альбома Земфира скрывала своё лицо. Во время монтажа кроме основного видеоряда и некоторых эффектов по инициативе Эрнста была наложена графическая замазка на лице исполнительницы, хотя намеренно скрывать её внешность никто не думал. Несмотря на это, у публики возникло много вопросов: некоторые думали, что певицу плохо записали на плёнку, а кто-то был уверен, что её лицо так и не покажут. Неожиданно появившаяся интрига настолько обострила интерес к исполнительнице, что ради ажиотажа пришлось отложить запланированные фотосессии. По словам кандидата филологических наук Артёма Третьякова, в клипе изображён «образ человека, лишённого лица» и что к этому причастна концепция Жана Бодрийяра. Изначально задумка была абсолютно другой: в клипе лицо должно было собираться, как фоторобот, и в конце стать лицом Земфиры. Однако на постпродакшене от идеи отказались.

## Популярность
Песни «СПИД» и «Ариведерчи» активно появлялась в ротации многих российских радиостанций (в том числе Maximum, «Наше Радио» (попала на 5 место в первом выпуске «Чартовой дюжины»), «Маяк», «Авторадио» и др.), особенно после выхода альбома. Данная композиция считается одной из лучших песен Земфиры за всю её карьеру: «Ариведерчи» занимает 27 позицию в списке 100 лучших песен русского рока XX века. Клип на «Ариведерчи» был включён в сборник «Zemfira.DVD».

### Ремиксы
Различные вариации песни вошли в сингл Земфиры «До свидания…» (в качестве ремикса), сборник «Нашего Радио» — «НАШЕствие. Шаг первый» и первый концертный альбом певицы «Земфира.Live». Из последней версии был убран «гитарный нерв», из-за чего, как считает Евгений Белжеларский из журнала «Итоги», песня «лишилась всей своей пронзительности». Екатерина Нечаусова из «Огонька» считает, что «Ариведерчи» просто стала звучать менее агрессивно.

### Исполнения песни на концертах

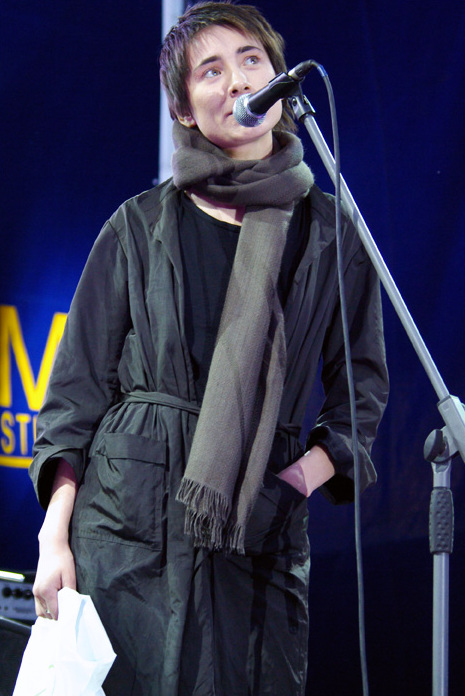
Земфира на вручении премии «Степной волк» в 2008 году

На протяжении всей своей карьеры Земфира исполняет эту песню на концертах. «Ариведерчи» была исполнена на фестивале «Нашествие-1999» 11 декабря 1999 года. По мнению журнала «OK!» иллюминации во время исполнения титульной песни («Ариведерчи») вошли в историю, как и целое выступление Земфиры. На коротком майском выступлении на «Максидроме-1999» певица исполнила половину первого куплета композиции в а капелла и пообещала вернуться в следующем году. В 2000 году она также исполнила «Ариведерчи» дуэтом со Святославом Вакарчуком, лидером группы «Океан Ельзи». На выступлении Земфиры в «Зелёном театре» во время начала исполнения песни со сцены начали вылетать вороны. На концерте в «Олимпийском» в 2008 году она была исполнена дважды: в первый раз звучал голос Земфиры, а во второй — самой публики (сама певица в этот момент играла на гитаре). На первом вручении премии «Степной волк» случай повторился: из песен на мероприятии артистка исполнила композицию Виктора Цоя «Алюминиевые огурцы», и, сказав спасибо за награды, ушла со сцены под просьбы слушателей исполнить «Ариведерчи». В итоге они сами же её исполнили. Скандальный концерт в Ростове-на-Дону 2013 года, где Земфиру под конец просили спеть песню «Ромашки», она закончила песней «Ариведерчи» с изменённой строкой «Я никогда не вернусь домой» на «Я никогда не вернусь в Ростов».

### В кинематографе
Две композиции из альбома «Земфира» — «Ариведерчи» и «Ромашки» были использованы, как часть саундтрека к телесериалу «С новым счастьем!» 1999 года.

## Критика
Сам Леонид Бурлаков, когда «услышал „Ариведерчи“ из разбитых „Жигулей“», понял, что это потенциальный хит. По мнению редакции журнала «Аргументы и факты» своей «Ариведерчи» Земфира вытряхивает из слушателей и из себя все свои искренние чувства. Ольга Жаркова, автор книги «Земфира и мы. 20 лет в стремлении разгадать самый обсуждаемый феномен российского рока», тоже считает, что в песне содержится не скрытое послание, а отражение состояния и настроения исполнительницы. «Музыкальная газета» в своей рецензии отметила смысл песен с альбома «Земфира»: например, по мнению рецензента газеты, строки «Корабли в моей гавани, не взлетим, так поплаваем» означают «не взлетим на вершины хит-парадов — по крайней мере поплаваем в море шоу-бизнеса». Борис Минаев считает, что в отличие от «СПИД» с чувством «попсы с надрывом», во время прослушивания «Ариведерчи» оно резко пропадает: остаётся лишь «удивление от слишком вольного вокала и слишком сложного текста». Артур Гаспарян из «Московского комсомольца» считает, что клип «Ариведерчи» вышел не самого хорошего качества, но самое главное — это то, что он хорошо передаёт драматизм песни.